# Isabelle Corey
Isabelle Corey (* 29. Mai 1939 in Metz; † 6. Februar 2011 in Crozon) war eine französische Schauspielerin und Model.

## Leben und Wirken
Corey fing im Alter von 16 Jahren mit dem Modeln an. Ihre Fotos erschienen in Jardin des Modes, Elle und Madame Figaro. Dann wurde sie von Jean-Pierre Melville im Quartier Latin entdeckt, wo sie bei ihren Eltern wohnte. Dann hatte sie zwischen 1956 und 1961 Rollen in siebzehn französischen und italienischen Filmen. Sie spielte in dem klassischen Film noir von Melville Drei Uhr nachts. 
Nach Rollen in Filmen wie Und immer lockt das Weib zog sie nach Rom und setzte ihre Filmkarriere in Italien fort. Dort arbeitete sie mit Produzenten, Regisseuren und Schauspielern wie Mauro Bolognini, Vittorio De Sica, Marcello Mastroianni, Alberto Sordi, Roberto Rossellini und Dino De Laurentiis zusammen.
Corey starb 2011 in Crozon.

## Filmografie (Auswahl)
- 1956: Drei Uhr nachts (Bob le flambeur)
- 1956: Und immer lockt das Weib (Et Dieu… créa la femme)
- 1957: Mädchen und Männer (La ragazza della salina)
- 1957: Ferien auf der Sonneninsel (Vacanze a Ischia)
- 1957: Rendezvous in Rom (Souvenir d'Italie)
- 1958: Aphrodite – Göttin der Liebe (Afrodite, dea dell'amore)
- 1958: Adorabili e bugiarde
- 1958: Liebe hat kurze Beine (Giovani mariti)
- 1958: Amore a prima vista
- 1959: L'amico del giaguaro
- 1959: Judith – Das Schwert der Rache (Giuditta e Oloferne)
- 1960: Vacanze in Argentina
- 1960: Wenn das Leben lockt (La giornata balorda)
- 1961: Der Letzte der Wikinger (L'ultimo dei Vikhingi)
- 1961: Der furchtlose Rebell (Vanina Vanini)
- 1961: Der unbesiegbare Gladiator (Il gladiatore invincibile)